# John Hawkesworth (produtor)
John Hawkesworth (Londres, 7 de Dezembro de 1920 – Leicester, 30 de Setembro de 2003) foi um produtor de televisão e cinematográfico inglês, mais conhecido pelo seu trabalho no drama de época A Família Bellamy (Upstairs, Downstairs no original).

## Início de vida
Hawkesworth nasceu em Londres em 1920. Foi educado em Rugby, the Sorbonne e na Oxford University. Nos finais dos anos 1940, a seguir ao serviço militar na II Guerra Mundial, Hawkesworth iniciou a sua carreira cinematográfica como assistente do realizador de arte Vincent Korda. Trabalhou em filmes como The Third Man, Outcast of the Islands e The Sound Barrier.

## Carreira
Cerca dos anos 1950, Hawkesworth era um designer independente, trabalhando em filmes como The Prisoner. Rapidamente juntou-se à Rank como produtor estagiário, e qualificou-se como produtor associado enquanto trabalhava no filme de 1957 Windom's Way. No filme de 1959 Tiger Bay, foi produtor e escreveu o guião. Em meados de 1960, começou a trabalhar para televisão, escrevendo os guiões para programas como The Hidden Truth, The Short Stories of Conan Doyle e The Gold Robbers.
Após Jean Marsh e Eileen Atkins terem criado a ideia de uma comédia de época com duas empregadas domésticas, Hawkesworth, com John Whitney, tornou a ideia no sucesso que foi A Família Bellamy (Upstairs, Downstairs no original). Acabou por produzir 65 dos 68 episódios de 1971 a 1975. Também escreveu 12 episódios e algumas das novelizações. Seguidamente produziu o drama da BBC The Duchess of Duke Street, bem como a série Euston Films de 1979 Danger UXB para a Thames Television. Durante os anos 1980, produziu programas de televisão como The Adventures of Sherlock Holmes e Oscar.

## Anos finais
O trabalho final de Hawkesworth foi o guião da comédia-drama de 1992 Mrs. 'Arris Goes to Paris. Foi casado com Hyacinthe com quem teve dois filhos. Na sua biografia do produtor televisivo Verity Lambert, Richard Marson descreve Hyacinthe como "ferozmente arrogante", e alguém que  "respondia com a alcunha de 'Pussy'". Pussy occasionalmente acompanhava Hawkesworth a reuniões. Na sua reforma, passava o tempo a pintar. Morreu em Leicester em 2003 com a idade de 82 anos.

## Obras(editadas em Portugal)
- A Família Bellamy
- A Família Bellamy II - Segredos de Família